# جاك كروكس
جاك كروكس (بالإنجليزية: Jack Crooks)‏ هو لاعب كرة قاعدة أمريكي، ولد في 9 نوفمبر 1865 في سانت بول في الولايات المتحدة، وتوفي في 2 فبراير 1918 في سانت لويس في الولايات المتحدة.

## وصلات خارجية
- جاك كروكس على موقعبيزبول رفرنس.كوم (الدوري الرئيسي) (الإنجليزية)
- جاك كروكس على موقعبيزبول رفرنس.كوم (الدوري الثانوي) (الإنجليزية)